# Linia kolejowa Salerno – Caserta
Linia kolejowa Salerno-Caserta – linia kolejowa w Kampanii, we Włoszech, która łączy Salerno z Casertą, korzystając częściowo z linii Rzym-Cassino-Neapol. Jest w pełni zelektryfikowana i wykorzystywana w ruchu regionalnych pociągów pasażerskich, kilku dalekobieżnych ekspresów i parę nocnych Intercity. Na linii o długości 71 km jest tylko pięć stacji, z których dwie, Sarno i Cancello, są stacjami węzłowymi.